# 報任安書
《報任少卿書》是司馬遷給其友任少卿（姓任名安，字少卿）的一封回信。一般认为寫信時間是征和二年（公元前91年）。因从回信中可以见到太史公司馬遷撰写《史记》的理想，故为后代所傳頌。

## 写作背景
汉武帝征和二年（前91年）发生巫蠱之禍，司馬遷之友任安（字少卿）接受太子劉據發兵的符節，但按兵不動，不助太子，亦不助武帝。事後，任安以「坐觀成敗、有二心」之罪名被武帝處以腰斬之刑。在獄中的任安寫信勸司馬遷多「推賢進士」，司馬遷在此時寫了信給身為死囚的任安，表達自己想法，自稱為「刑餘之人」，而無力「推賢進士」，還講述了自己撰作《史記》的理由。一般認為因為在李陵事件，司馬遷被判處宮刑時，任安並未助司馬遷之故，所以司馬遷回信稱無力「推賢進士」，暗示有拒絕相救的含意。

## 文中要点
文中講述了他婉拒說情，以及他撰史的決心和毅力。文章載於《漢書·司馬遷傳》，其中有「人固有一死，死有重於泰山，或輕於鴻毛」一句廣傳於世。

## 異說
王國維認為此信寫於太始四年（前93年），成為一個有影響力的說法。王國維說，當時任安也是在獄中，且案情重大，所以司馬遷信中有說任安可能會死，但後來任安被赦免了。此書信與巫蠱之禍無關。